# Typ 1 Chi-He
Der Typ 1 Chi-He (jap. 一式中戦車 チへ, Ichi-shiki chūsensha chi-he) war ein mittelschwerer Panzer der japanischen Streitkräfte während des Zweiten Weltkrieges und die verbesserte Version des Typ 97 Chi-Ha mit stärkerer Panzerung und einem leistungsstärkeren Motor.

## Entwicklung
Schon während des Nomonhan-Zwischenfalls Mitte 1939 musste die Kaiserlich Japanische Armee feststellen, dass der aus den Mitte der 1930er-Jahre stammende und als Rückgrat der Panzerkräfte vorgesehene Panzer „Typ 97 Chi-Ha“ den alliierten Panzern (beispielsweise dem M3 Stuart) massiv unterlegen war. Die kurzrohrige 57-mm-Kanone des Typ 97 war 1936 mit dem Hauptaugenmerk auf Infanterieunterstützung entwickelt worden und nicht in der Lage, die Panzerung der moderneren alliierten Fahrzeuge aus den späten 1930er- und frühen 1940er-Jahren zu durchdringen. Gleichzeitig bot die eigene zu dünne Panzerung keinen oder nur wenig Schutz auch gegen Panzerabwehrwaffen von kleinerem Kaliber. Aus diesem Grunde wurde eine verbesserte Version des Typ 97 entwickelt. Das erste Fahrzeug der neuen Kategorie Typ 1 Chi-He erschien im Jahre 1941. Die eigentliche Serienfertigung begann jedoch erst 1943, da die kaiserliche Marine bei der Stahlzuteilung Vorrang hatte. Insgesamt wurden bis 1943 nur 170 Fahrzeuge gefertigt, bei denen nicht sicher ist, ob sie überhaupt jemals im Kampfeinsatz waren.

## Beschreibung
Der Typ 1 Chi-He war größer als sein Vorgänger. Die Frontpartie war dicker als beim Typ 97 und geschweißt statt genietet war. Das Gesamtgewicht erhöhte sich um 1,5 Tonnen. Der Mitsubishi-Dieselmotor Typ 100 brachte mit seinen 240 PS eine um 70 % höhere Leistung als der Motor im Typ 97. Das höhere Einsatzgewicht wurde dadurch mehr als wettgemacht. Aufgrund der größeren Ausmaße musste auch der Motorraum vergrößert werden.
Die Typ 1 47-mm-Bordkanone hatte eine Rohrlänge von 2,250 m und eine Mündungsgeschwindigkeit von 810 m/s. Das brachte eine Durchschlagsleistung von 55 mm auf eine Entfernung von 100 Metern und 30 mm auf eine Entfernung von 1000 Metern, womit die Leistung der Typ-97-Kanone nahezu um das Doppelte übertroffen wurde. Für die Höhenrichtung musste ein Antrieb eingebaut werden, da beim Typ 97 die Kanone vom Richtschützen mit der Schulter angehoben oder gesenkt werden musste. Mit dieser Kanone war man in der Lage, den alliierten Panzern der frühen 1940er-Jahre entgegenzutreten.
Der Turm erhielt zusätzlich Platz für einen Ladeschützen. Der Höhenrichtbereich der Kanone lag zwischen +20° und −15°. Einige wenige Türme wurden auch noch in den Panzer Type 97 Shinhoto („Neuer Turm“) Chi-Ha eingebaut und auch für den amphibischen Panzer Typ 3 Ka-Chi verwendet.

## Einsätze
Die meisten der Panzer waren zur Verteidigung der japanischen Hauptinseln gegen eine alliierte Invasion bestimmt. Ob Fahrzeuge dieses Typs außerhalb von Japan eingesetzt wurden, ist unklar; es könnte jedoch sein, dass einige der japanischen 2. Panzer-Division während der Schlacht um Leyte zugeteilt waren. Trotz aller Verbesserungen war das Fahrzeug dem M4 Sherman nach wie vor unterlegen.

## Varianten
- Experimenteller Flugabwehr-Panzer Nummer 4 Ta-Ha − Ein Flakpanzer, bei dem anstelle des Turms ein offener Drehturm für eine Typ 5 40 mm Zwillings-Kanone vorgesehen war. Im Frühjahr 1945 wurde noch ein Prototyp mit einer Typ 1 37 mm Automatischen Kanone begonnen, aber nicht mehr fertig gestellt.